# 瑞鳳寺

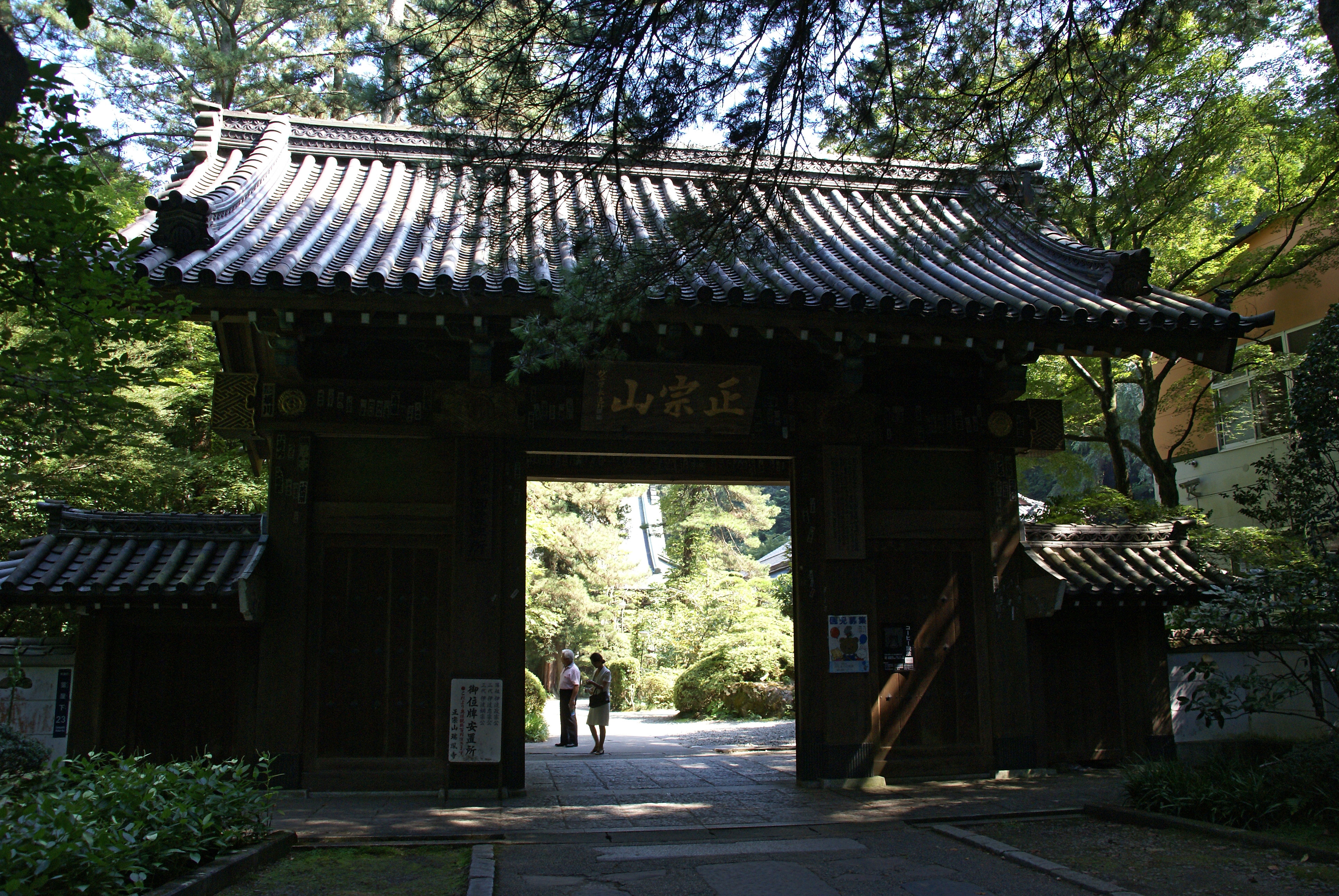
山門

瑞鳳寺（ずいほうじ）は、宮城県仙台市の経ケ峯にある、臨済宗妙心寺派の仏教寺院。山号は正宗山。開山は清岳、開基は伊達忠宗、本尊は平泉の毛越寺より遷した釈迦三尊像。

## 概要
江戸時代初期の寛永14年（1637年）、仙台藩2代藩主・伊達忠宗によって、藩祖・伊達政宗廟「瑞鳳殿」（北緯38度15分1.6秒 東経140度52分0.1秒 / 北緯38.250444度 東経140.866694度）が造営された際に香華院として創建された。
仙台藩から一門格の寺格を与えられ、経ケ峯に多くの末寺を持っていたが、明治維新期の廃仏毀釈の風潮や廃藩置県による藩の後ろ盾の喪失によりことごとく廃寺となった。1926年（大正15年）に復興されたが、現在は財団法人瑞鳳殿の管轄外となっている。
境内には、高尾門や鐘楼、伊達忠宗寄進の梵鐘などのほか、殉死した家臣や、戊辰戦争および西南戦争での戦死者らの墓がある。

## 境内
- 本堂
- 梵鐘
- 山門
- 冠木門 - 三代藩主伊達綱宗の側室「椙原お品」邸にあったものを移築。通称は高尾門
- 茶室瑞新軒
- 鐘楼
- 伊達忠宗寄進の梵鐘 - 1637年鋳造
- 花塚
- 下馬石 - 二代藩主伊達忠宗の七回忌に、四代藩主伊達綱村が建立したもの。
- 鹿児島県人七士の墓（西南戦争の捕虜約200名のうち仙台で没した7名の墓）

## アクセス
- 仙台駅からるーぷる仙台で「瑞鳳殿」下車、徒歩5分
- 仙台駅から市営バス「動物公園」行き、霊屋橋下車、徒歩5分